# Premaxilar
El premaxilar o hueso incisivo es una parte del maxilar adjunto al diente incisivo. Está formado por dos huesos del cráneo situados en la punta de la mandíbula de muchos animales, normalmente con dentadura, aunque no siempre. Están conectados al maxilar y a los huesos nasales.
Al hueso incisivo también se le denomina en ocasiones por su nombre en latín, premaxilla.